# Міхалкі (Щиценський повіт)
Міхалкі (пол. Michałki, нім. Michelsdorf) — село в Польщі, у гміні Пасим Щиценського повіту Вармінсько-Мазурського воєводства.
Населення — 169 осіб (2011).
У 1975-1998 роках село належало до Ольштинського воєводства.

## Демографія
Демографічна структура станом на 31 березня 2011 року:
|          | Загалом | Допрацездатний вік | Працездатний вік | Постпрацездатний вік |
| -------- | ------- | ------------------ | ---------------- | -------------------- |
| Чоловіки | 84      | 21                 | 57               | 6                    |
| Жінки    | 85      | 20                 | 51               | 14                   |
| Разом    | 169     | 41                 | 108              | 20                   |